# Bolko Ier d'Opole
Pour les articles homonymes, voir Bolko Ier, Boleslas et Boleslas Ier.
Bolko Ier d’Opole (ou Boleslas Ier d’Opole, en polonais Bolko I Opolski ou Bolesław I Opolski) de la dynastie des Piasts, est né entre 1254 et 1258, et décédé le 14 mai 1313. Il est le troisième des quatre fils de Ladislas d'Opole et d’Euphémie de Grande-Pologne, la fille de Ladislas Odonic. 

## Duc d’Opole
En 1277, son père lui confie la corégence du duché d’Opole et de Racibórz. Lorsque Ladislas d'Opole décède (1281 ou 1282), ses quatre fils héritent de son duché qui est divisé entre eux. Bolko et son frère Casimir reçoivent le duché d’Opole et de Bytom qu’ils gouvernent ensemble pendant deux ans. En 1284, les deux frères se partagent leur territoire et Bolko devient le souverain du petit duché d’Opole.

## Allié d’Henri IV le Juste
Contrairement à ses frères (Mieszko de Cieszyn, Casimir de Bytom et Przemyslaw de Racibórz), il devient un partisan d’Henri IV le Juste, le duc de Wrocław. Il le soutient notamment dans sa longue querelle avec l’évêque Thomas II Zaremba. 
Le 30 septembre 1288, Lech II le Noir, duc de Cracovie et de Sandomierz, décède sans laisser de successeur. Henri IV le juste, l’allié de Bolko Ier, voit enfin l’occasion de s’emparer de Cracovie. Boleslas II de Mazovie est l’autre prétendant au trône. Le 26 février 1289, Boleslas et ses alliés (Ladislas Ier le Bref, la Ruthénie et Casimir II de Łęczyca) infligent une défaite à Henri IV le Juste soutenu par Bolko Ier d’Opole, Henri III de Głogów et Przemko de Ścinawa (Bataille de Siewierz). Bolko est gravement blessé et capturé par Ladislas Ier le Bref. Il ne sera libéré qu’un an plus tard en échange du paiement d’une forte rançon.   
Henri IV le Juste meurt inopinément le 23 juin 1290, sans doute empoisonné. Il a eu le temps de rédiger un testament en faveur de Przemysl II et d’Henri III de Głogów. Certains historiens actuels pensent qu’il aurait en fait désigné Bolko Ier pour lui succéder à Cracovie et non Przemysl II.  

## Vassal de Venceslas II
Se retrouvant sans protecteur, Bolko se rapproche de Venceslas II. Le 17 janvier 1291, à Olomouc, avec ses frères Mieszko de Cieszyn, Przemyslav de Racibórz et Casimir de Bytom, il conclut une alliance avec le souverain de Bohême. Dans les années qui suivent, Bolko Ier devient le vassal de Venceslas et soutient activement sa politique en Pologne. 
En 1292, il prend part à l’expédition militaire contre Ladislas Ier le Bref. Celui-ci est battu et doit s’enfuir de Petite Pologne. En 1296, il soutient militairement Henri III de Głogów contre Ladislas Ier le Bref qui veut s’emparer de la Grande-Pologne.
Sa politique d’étroite et efficace collaboration avec la dynastie de Bohême fait de lui un homme important et considéré. En 1297, il participe au couronnement de son protecteur en Bohême. La même  année, il est nommé médiateur dans le conflit qui oppose les autorités ecclésiastiques d’Olomouc et de Wrocław. L’année suivante, il représente Venceslas II à Mayence pour l’élection du nouveau roi des Romains Albert Ier de Habsbourg. Il participe également à plusieurs expéditions militaires contre l’ancien roi Adolphe de Nassau. 
En 1300, le duc d’Opole suit Venceslas II quand celui-ci envahi la Grande Pologne, réunifie le pays (à l’exception de la Mazovie) puis se fait couronner roi de Pologne. Peu après, pour services rendus, Bolko Ier d’Opole est nommé staroste de Cracovie, fonction qu’il exercera pendant quelques années.

## Fin de règne
En 1306, la disparition de la dynastie tchèque oblige Bolko à revoir sa ligne politique. Il profite de la disparition de son protecteur pour s’emparer de la région de Wieluń avant de s’effacer de l’arène politique. 
En 1311, il essaye de revenir au premier plan en soutenant la mutinerie contre Ladislas Ier le Bref fomentée par les bourgeois allemands de Cracovie et de Sandomierz. On ne sait s'il intervient à titre personnel ou en tant que vassal du nouveau roi de Bohême Jean de Luxembourg. Finalement, Ladislas écrase l’opposition et Bolko regagne Opole. 
À la fin de sa vie, il reconnaît la légitimité de Ladislas Ier le Bref.

## Politique intérieure
Au niveau de la politique intérieure dans son duché, il a été très généreux à l’égard de l’Église. Il a fondé un monastère cistercien à Jemielnica et une église pour les Franciscains. Il a également mené une politique de développement économique de son duché, notamment en fondant de nombreuses villes auxquelles il a donné le droit de Magdebourg. 

## Décès et descendance
Bolko Ier décède le 14 mai 1313. Il est inhumé dans l’église des Franciscains d’Opole. 
Vers 1280, il avait épousé Agnès, dont on ne connaît pas les origines, qui lui a donné trois fils (Boleslas l’Aîné, Bolko II d’Opole et Albert de Strzelce).